# Feichtberg
Der Feichtberg ist ein 777 Meter hoher, bewaldeter Hügel im Innviertel, im Westteil von Oberösterreich. Er erhebt sich am Südrand des Sauwaldes, 5 km südwestlich der Donau etwa zwischen Engelhartszell und Kopfing im Innkreis. Seine Relativhöhe über die Umgebung beträgt etwa 100–170 m, an seinem Osthang entspringt der Feichtbach.
Der Berg befindet sich großteils auf Kopfinger Gemeindegebiet, der Nordteil auf jenem von St. Roman. Die umliegenden Ortschaften – im Uhrzeigersinn und im Westen beginnend – sind Kahlberg, Hötzenedt, Hackendorf, der Weiler Feicht sowie im Süden Paulsdorf und Pratztrum.
Am Gipfel befindet sich ein Flugsicherungsradar, eine der drei Radarstationen der Austrocontrol, der zivilen Flugsicherung Österreichs. Seine Reichweite beträgt etwa 300 Kilometer. Rund 70 km südwestlich steht am Kolomansberg (1114 m) ein militärisches Radar der Luftraumkontrolle Goldhaube, das eine noch größere Reichweite hat.